# Operazione Primrose

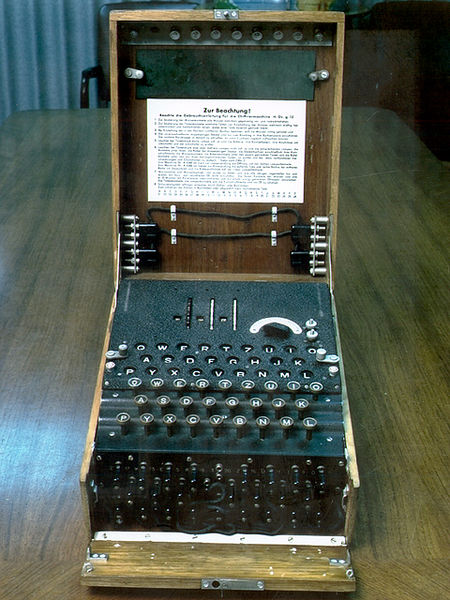
Una macchina Enigma a 3 rotori

Operazione Primrose fu il nome assegnato a operazioni belliche e di intelligence effettuate negli anni 1940 / 1941 dalla marina inglese collegate alla cattura di un esemplare funzionante della macchina per cifratura tedesca Enigma, il cui possesso avrebbe ampiamente facilitato e fortemente abbreviato il pesante lavoro di decodifica dei messaggi cifrati tedeschi da parte del nutrito gruppo di crittoanalisti operanti in Inghilterra a Bletchley Park nell'ambito del sistema Ultra.

## Il primo episodio
L'Ammiragliato britannico mirava a catturare a tutti i costi un U-Boot intatto per ottenere il maggior numero possibile d'informazioni per la sfida in corso nell'Atlantico, il che in sostanza voleva dire catturare l'ultimo modello della macchina cifrante Enigma in dotazione agli uomini dell'ammiraglio Dönitz: questo avrebbe fornito al Servizio di Intelligence l'arma vincente per la battaglia dell'Atlantico.
Una prima occasione capitò a seconda guerra mondiale appena iniziata, il 12 febbraio 1940, con la cattura dell'U-Boot 33: la macchina Enigma fu sì trovata, ma completamente sabotata dagli stessi tedeschi.

## Il secondo episodio
Un nuovo piano ideato dal capitano J.R.S. Haines, assistente del direttore dell'Operational Intelligence Centre, di abbordare le navi meteorologiche tedesche ebbe miglior sorte: infatti fu possibile entrare in possesso di una macchina Enigma, anche se di tipo navale, sulla nave meteo KMS München, assieme al prezioso manuale di istruzioni e all'altrettanto prezioso codice meteo (Wetterkurzschlussel). È opportuno ricordare che era abitudine della flotta degli U-Boot inviare periodicamente ai comandi in patria i dati meteorologici crittografati con Enigma.

## Il terzo episodio

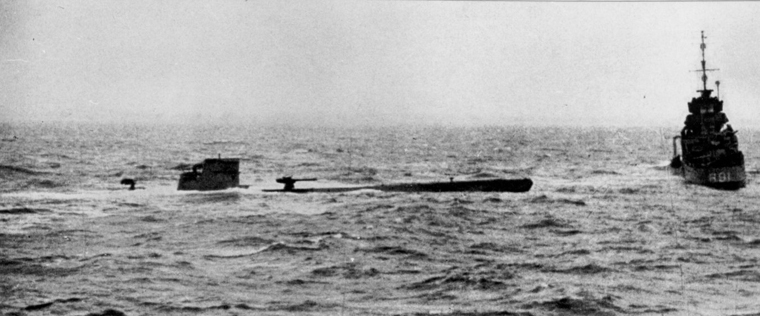
L'U 110 e la HMS Bulldog

L'8 maggio 1941 l'U-Boot 110 avvistò un grande convoglio di 38 navi denominato OB-318 con truppe, munizioni, e armi destinato al fronte egiziano, che era in rotta nei pressi dell'Islanda. Al comando del sommergibile tedesco vi era Fritz-Julius Lemp, già noto per aver affondato, a conflitto appena iniziato, il trasporto passeggeri Athena, quando era al comando dell'U-30. Il giorno successivo venne raggiunto dall'U-201 del tenente di vascello Schnee. I due concordarono di attaccare il grande convoglio, ognuno da un lato.
L'U-110 lanciò quattro siluri, ma prima che potesse rompere il contatto venne individuato dalla HMS Aubretia che iniziò il lancio di bombe di profondità e l'U-110 si immerse alla massima velocità. 
Nel frattempo si unirono alla caccia la Bulldog e la USS Broadway: le bombe di profondità caddero molto vicine e i danni subiti costrinsero Lemp a ordinare l'emersione rapida.
Il sommergibile inizialmente venne sottoposto al fuoco dei cacciatorpediniere ma a questo punto entrò in gioco il capitano di fregata John Baker Cresswell il quale, ricordandosi dell'episodio studiato all'accademia sulla cattura di codici tedeschi all'incrociatore tedesco Magdeburg nel 1914, intuì la straordinaria opportunità che si presentava.
Baker Cresswell ordinò il cessate il fuoco immediato e preparò una squadra d'abbordaggio. Lemp nel frattempo aveva fatto abbandonare ai suoi il sommergibile e, intuendo le intenzioni avversarie, aveva ordinato di distruggere o sabotare tutto ciò che era possibile, ma qualcosa non andò per il verso giusto.
Il Bulldog inviò una squadra di otto uomini al comando del sottotenente di vascello David Balme, che si precipitò a bordo dell'U-110. Ecco la vivida testimonianza di Balme:
Il mancato sabotaggio permise quindi di catturare la macchina cifrante Enigma, il manuale e le tavole per il posizionamento dei rotori, in condizioni perfette.
L'equipaggio tedesco superstite fu raccolto dall'Aubretia e dal Broadway e subito spedito sottocoperta, in modo che non potesse vedere la squadra di Balme abbordare l'U-110; tra essi non vi era traccia del capitano Lemp e la sua scomparsa resterà un mistero. La squadra d'abbordaggio inglese compì diversi viaggi tra il sommergibile tedesco e il Bulldog prelevando tutto il materiale ritenuto importante. L'U-110 fu messo al traino ma il giorno seguente, dopo un viaggio di 17 ore, affondò a causa dei notevoli danni subiti dalle esplosioni delle bombe di profondità. L'accidentale affondamento favorì ulteriormente il mantenimento del segreto più assoluto della vicenda: sparì infatti la prova più difficile da celare. 
Il comandante della flottiglia John Baker Cresswell ordinò il black-out totale e pretese dall'equipaggio il massimo riserbo. Il Bulldog rientrò alla base inglese di Scapa Flow, con le insegne di battaglia indicanti l'affondamento di un sommergibile nemico ma non la sua cattura come invece era accaduto. L'affondamento sarà la versione ufficiale per oltre vent'anni.
È bene evidenziare che l'Ammiragliato, rispetto all'obiettivo di cattura di un U-Boot intatto, capirà solo in seguito la grandissima importanza della cattura dei documenti segreti e dell'ultimo modello della macchina cifrante Enigma. Il vantaggio operativo per l'Operational Intelligence Centre divenne così basilare, permettendo la decrittazione del traffico radio degli U-Boot sulla rete della Kriegsmarine denominata Hydra.
I convogli furono successivamente deviati dalle rotte a rischio e nel contempo i sommergibili tedeschi vennero localizzati e affondati. Tale vantaggio operativo sarà mantenuto fino all'inizio dell'anno 1942, quando l'introduzione della variante Triton nel sistema di cifratura tedesco destinato alla flotta degli U-Boot impedirà qualsiasi decrittazione dei messaggi radio fino a tutto dicembre dello stesso anno.
Sulla vicenda del Ct. Bulldog e dell'U-110 solo nel 1966 inizieranno a filtrare le prime notizie, ma l'intera vicenda fu evidente nella sua completezza solo dopo l'inizio della declassificazione dei documenti segreti su Ultra Secret avvenuta negli anni settanta.